# Каламата маслина
Каламата маслине су велике, тамно љубичасте маслине, које су добиле име по граду Каламати, на југу Пелепонеза, у Грчкој. У Европској унији (ЕУ), само маслине са подручја Каламате могу да се продају под овим називом.

## Опис
Маслине су бадемастог облика и сочне. Дрво каламата маслине има листове који су два пута већи од листова обичне маслине. Осетљиво је на ниске температуре и нека гљивична обољења, али је отпорно на неке бактерије (Pseudomonas savastanoi pv. Savastanoi) и мушице (Bactrocera oleae) које нападају друге маслине. Каламата маслине се не могу брати пре него што сазреле и морају се брати ручно. 
Користе се као салата и у производњи уља. Традиционално се чувају у мешавини белог сирћета и маслиновог уља, са додатком зачина.